# Гран-прі Одеси
Гран-прі Одеси — одноденні шосейні велосипедні перегони, що проводяться від 1995 року в Одеській області (Україна).

## Історія
Протягом своєї історії перегони неодноразово змінювали свій формат. У перші роки вони складалася з кількох незалежних перегонів, а переможця визначали за сумою очок. Від 2001 року перегони стають багатоденними, але переможця, як і раніше, визначали за очками. Від наступного року переможця почали визначати за часом. 2004 року перегони змінюють формат на одноденний.
2015 року увійшли до Європейського туру UCI, отримавши категорію 2.1, і складалися з двох незалежних перегонів. У наступні роки проводилися лише одні перегони.

## Призери

### Гран-прі Одеси
| Рік  | Переможець           | Другий              | Третій               |
| ---- | -------------------- | ------------------- | -------------------- |
| 1995 | Олег Березовський    | Ігор Шафігулін      | Віктор Цикало        |
| 1996 | Сергій Багмат        | Олег Березовський   | Валерій Панкратов    |
| 1997 | Сергій Багмат        | Олег Березовський   | Микола Камінський    |
| 1998 | Олег Березовський    | Ігор Гарикін        | Сергій Багмат        |
| 1999 | Олег Березовський    | Ігор Гарикін        | Геннадій Стратон     |
| 2001 | Григорій Іщенко      | Олександр Барзик    | Геннадій Стратон     |
| 2002 | Олександр Суруткович | Євген Воробйов      | Максим Микейчук      |
| 2003 | Олександр Суруткович | Андрій Гладкий      | Євген Бричак         |
| 2004 | Олександр Суруткович | Віталій Буц         | Олександр Оношко     |
| 2005 | Олександр Суруткович | Роман Вишневський   | Олександр Оношко     |
| 2006 | Олександр Суруткович | Андрій Гладкий      | Роман Вишневський    |
| 2007 | Віталій Кондрут      | Руслан Підгорний    | Олексій Шепілов      |
| 2008 | Олександр Суруткович | Олексій Шепілов     | Володимир Гоменюк    |
| 2009 | Андрій Василюк       | Олександр Шейдик    | Сергій Умнов         |
| 2010 | Андрій Горкуша       | Валерій Кобзаренко  | Анатолій Сосницький  |
| 2011 | Дмитро Попов         | Василь Малиновський | Єгор Дементьєв       |
| 2012 | Сергій Гречин        | Антон Канюк         | Святослав Лупицький  |
| 2014 | Ельчин Асадов        | Сергій Гречин       | Олександр Суруткович |

### Гран-прі Одеси 1
| Рік  | Переможець         | Другий        | Третій             |
| ---- | ------------------ | ------------- | ------------------ |
| 2015 | Олександр Поливода | Матей Муґерлі | Артем Топчанюк     |
| 2016 | Олександр Превар   | Віталій Буц   | Олександр Головаш  |
| 2017 | Михайло Кононенко  | Віталій Буц   | Олександр Поливода |

### Гран-прі Одеси 2
| Рік  | Переможець  | Другий        | Третій            |
| ---- | ----------- | ------------- | ----------------- |
| 2015 | Віталій Буц | Матей Муґерлі | Вієстурс Лукшевич |